# Nachträgliche Anordnung der Sicherungsverwahrung
Nachträgliche Sicherungsverwahrung ist eine umstrittene Möglichkeit in Deutschland, Straftäter, die ihre Strafe verbüßt haben, durch nachträgliche Entscheidung weiter in Haft zu halten. Wurde die Anordnung der Sicherungsverwahrung bereits im Urteil vorbehalten, liegt keine nachträgliche Sicherungsverwahrung im Sinne dieses Artikels vor.

## Einführung
Die nachträgliche Sicherungsverwahrung baut auf der 1933 von den Nationalsozialisten eingeführten und seither beibehaltenen "originären" Sicherungsverwahrung auf. Letztere war nur zulässig, wenn sie vom erkennenden Gericht gleichzeitig mit der Strafe im Urteil festgehalten wurde. Die nachträgliche Sicherungsverwahrung wurde im Jahre 2004 vom Bundestag beschlossen, um es zu ermöglichen, auch solche Straftäter nach Verbüßung ihrer Strafe weiterhin festzuhalten, bei denen das erkennende Gericht eine anschließende Einweisung in die Sicherungsverwahrung nicht angeordnet hatte. Sie war vom Gericht in einem neuen Verfahren, aufgrund neuer Erkenntnisse während des Strafvollzuges („nova“), anzuordnen, ohne dass eine neue Straftat zugrunde liegen musste (§ 66b StGB). Im Jahre 2008 wurde die nachträgliche Sicherungsverwahrung auch im Jugendstrafrecht eingeführt (§ 7 Abs. 2–4 JGG für Jugendliche; § 106 Abs. 5 und 6 JGG für Heranwachsende).

## Menschenrechtswidrigkeit
Der Europäische Gerichtshof für Menschenrechte (EGMR) hat die nachträgliche Sicherungsverwahrung in mehreren Entscheidungen als Verstoß gegen das Verbot rückwirkender Bestrafung (Art. 7 der Europäischen Konvention für Menschenrechte) verurteilt. 2018 revidierte der EGMR seine Haltung zur nachträglichen Sicherungsverwahrung und wies eine Beschwerde dagegen ab, obwohl sich die Vollzugsbedingungen kaum geändert haben. Vorangegangen waren Verurteilungen gegen die rückwirkende Aufhebung der 10-Jahres-Höchstdauer bei erstmaliger Sicherungsverwahrung, was der Gerichtshof ebenfalls als einen Fall rückwirkender Bestrafung ansah. Die deutsche Bundesregierung hatte sich damit verteidigt, dass es sich bei der (hier: nachträglichen) Sicherungsverwahrung nicht um eine Strafe, sondern um eine Maßregel der Sicherung handle. Der EGMR hält dem entgegen, dass der Strafcharakter der Sicherungsverwahrung sich u. a. daraus ergebe, dass diese Maßregel sich in der Praxis nur unwesentlich von dem Vollzug einer Freiheitsstrafe unterscheide.

## Gegenwärtige Rechtslage
Aufgrund der Entscheidungen des EGMR wurde der bisherige § 66 b StGB aufgehoben. Nach einem seit dem 1. Januar 2011 geltenden neuen § 66 b StGB soll es jedoch möglich sein, die Sicherungsverwahrung durch das Gericht dann nachträglich anzuordnen, wenn ein Straftäter nach § 63 StGB eingewiesen wurde, diese Einweisung jedoch später für erledigt erklärt worden ist. Bis 2013 bestand die Möglichkeit der nachträglichen Sicherungsverwahrung im Jugendstrafrecht. Bei Tatbegehung vor dem 1. Januar 2011 bzw. 1. Juni 2013 kann aber auch heute noch die Sicherungsverwahrung nachträglich angeordnet werden, wenn eine psychische Störung vorliegt (Artikel 316e und 316f Einführungsgesetz zum Strafgesetzbuch). Dagegen kann bei heute begangenen Taten das Gericht die Sicherungsverwahrung bereits im Urteil vorbehalten, auch wenn keine psychische Störung vorliegt.

## Nachträgliche Therapieunterbringung
Auf der Suche nach einer menschenrechtskonformen Grundlage für eine nachträgliche Unterbringung von für „gefährlich“ gehaltenen Straftätern, deren Entlassung bevorsteht, ist Art. 5 Abs. 1 Satz 1e der EMRK in die Diskussion gekommen. Danach ist die Freiheitsentziehung auch bei „persons of unsound mind“ zulässig. In dem zwischen CDU/CSU und SPD ausgehandelten Koalitionsvertrag wird daher unter Punkt 5.1 eine „nachträgliche Therapieunterbringung“ ins Auge gefasst, „zum Schutz der Bevölkerung vor höchstgefährlichen, psychisch gestörten Gewalt- und Sexualstraftätern, deren besondere Gefährlichkeit sich erst während der Strafhaft herausstellt“. Dies ist jedoch aus rechtlichen und faktischen Gründen hochumstritten.